# Wojciech Źródlak
Wojciech Źródlak (ur. 26 marca 1952 w Łodzi) – historyk, muzealnik, krajoznawca, przewodnik miejski i pilot wycieczek turystycznych.

## Życiorys

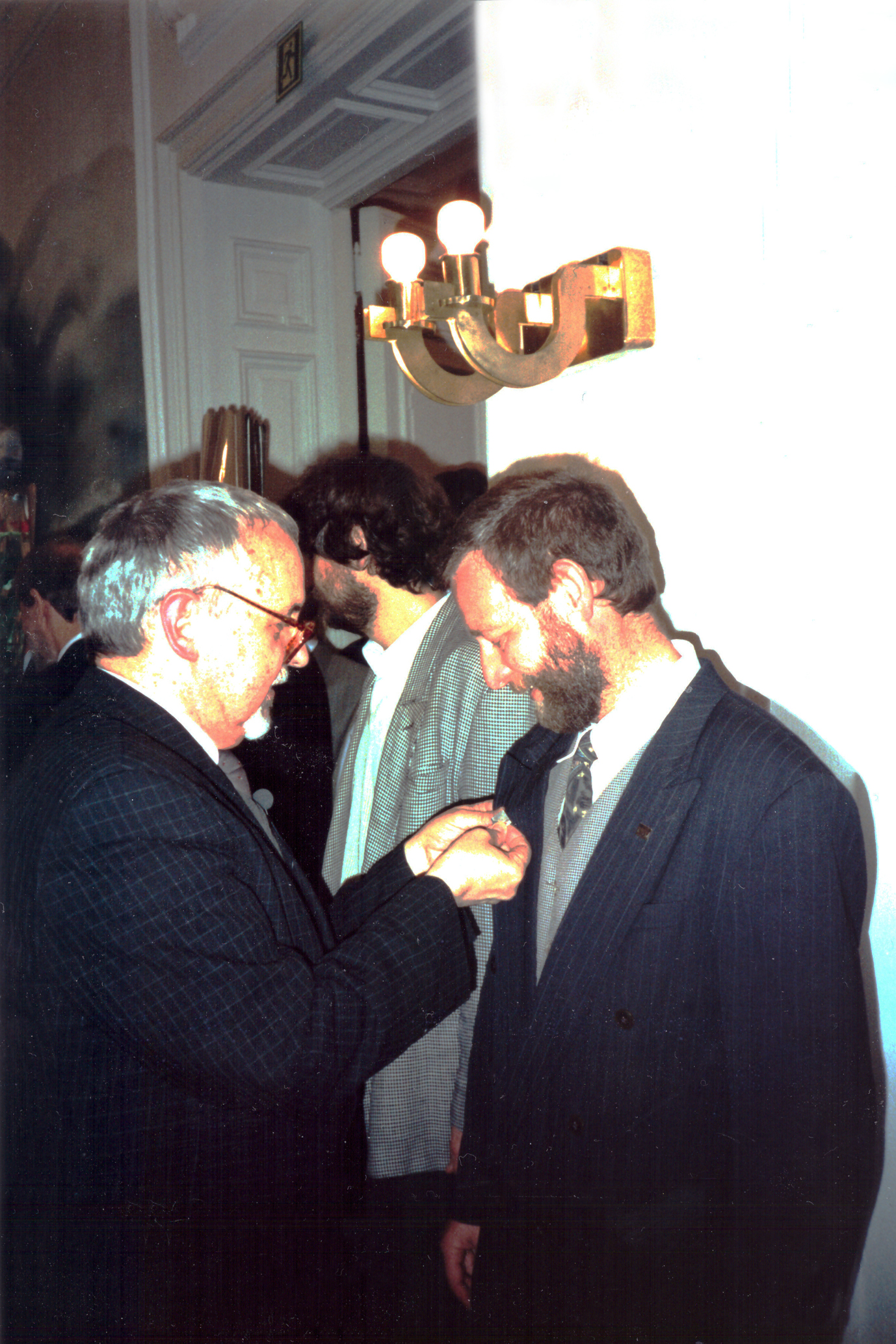
Wojciech Źródlak dekorowany 9 XI 1999 Odznaką Za Zasługi dla Miasta Łodzi

Maturę zdał w 1972 r. w Liceum Ekonomicznym nr 2 w Łodzi (d. Technikum Handlowe) na kierunku księgarstwo. Studia wyższe odbył w latach 1972–1979 na Wydziale Filozoficzno-Historycznym Uniwersytetu Łódzkiego, kierunek historia, zwieńczone dyplomem magistra historii (praca magisterska o dziejach łódzkiej komunikacji tramwajowej do 1914 r.)
Długoletni (37 lat), a od sierpnia 2019 emerytowany kustosz Muzeum Tradycji Niepodległościowych w Łodzi, w oddziale „Radogoszcz”. W muzeum organizował lub współorganizował wiele wystaw z zakresu dziejów okupacji hitlerowskiej w Łodzi i okręgu łódzkim. Uporządkował i opracował materiały dotyczące dziejów hitlerowskiego więzienia na Radogoszczu w Łodzi. Prowadził też kartotekę byłych więźniów Radogoszcza oraz bibliografię tego miejsca (do 2019, obecnie niekontynuowana). Opracował merytorycznie stronę internetową „Polska Bibliografia Titanica” (w 2002, aktualnie niedostępna z powodu likwidacji serwisu Republika.pl).
W latach 1980–1981 był redaktorem zakładowego dwutygodnika MPK Łódź – „Tramwajarz Łódzki”. W tym czasie był też współzałożycielem działającego „Klubu Miłośników Starych Tramwajów w Łodzi”, którego celami działalności jest popularyzowanie dziejów tramwajów i autobusów łódzkich, chronienie i odrestaurowywanie starego taboru oraz utworzenie w Łodzi muzeum komunikacji miejskiej w zabytkowej zajezdni tramwajowej „Brus” przy ul. Konstantynowskiej. W latach 1981–2000 był prezesem Klubu. W latach 90. XX w. był członkiem Towarzystwa Opieki nad Zabytkami w Oddziale Łódzkim i w jednej kadencji członkiem Zarządu Oddziału.
Prowadzi zaawansowane prace przy „Skorowidzu ikonografii w dodatku ilustrowanym do dziennika „Kurier Łódzki” (1924–1939)” w cyklu „Osobowym” i „Przedmiotowym” i zaawansowane prace przy katalogu łódzkich pocztówek z okresu 1939–1945 (nieco ponad 1000 widokówek do opracowania). Jest filokartystą w zakresie pocztówek z polskimi statkami i okrętami (aktualnie jego zbiór liczy ok. 2000 jednostek wydawniczych). W tym zakresie jest inicjatorem i organizatorem Ogólnopolskich Spotkań Kolekcjonerów Pocztówek z Polskimi Statkami i Okrętami (od 2013), a także twórcą i administratorem grupy „pocztówki-morskie.pl” na portalu Facebook.
Od 1978 jest przewodnikiem miejskim po Łodzi. Udziela się w Kole Przewodników PTTK im. Rajmunda Rembielińskiego w Łodzi. Był konsultantem w zakresie scen z udziałem tramwaju w filmie Agnieszki Holland „Europa Europa” (1990).
Jest ławnikiem w Wydziale IV Karnym Sądu Okręgowego w Łodzi (od lat 90. XX w.), zaprzysiężonym na kadencję 2020–2023.

## Rodzina
Pochodzi z rodziny o tradycjach lewicowych ze strony ojca Zygmunta (1923–2008). Matka – Romulada (1922–1998); długoletnia urzędniczka Wydziału Zatrudnienia Urzędu Miasta Łodzi. Babka: Stanisława Wysocka (ze strony matki), zubożała szlachcianka, robotnica w zakładach Poznańskiego w Łodzi, aktywna członkini Socjaldemokracji Królestwa Polskiego i Litwy (SDKPiL), zesłana na Syberię (1908–1912), później, po powrocie do Polski i Łodzi w połowie lat 20. XX w. aktywna działaczka PPS-Lewica.
Rodzina „Źródlak” wywodzi się z Dzigorzewa (obecnie rejon Sieradza). Na skutek rozwoju przemysłowego Łódzkiego Okręgu Przemysłowego członkowie rodziny osiedlili się w Zduńskiej Woli, podejmując pracę w tamtejszych fabrykach włókienniczych. Dziadek Józef był majstrem w fabryce Fuksa przy obecnej ul. Sieradzkiej.
Ojciec po II wojnie światowej, podczas której wraz ze swoim ojcem – Józefem był robotnikiem przymusowym w Niemczech (matka także robotnica przymusowa w fabryce „Telefunken” w Łodzi, a następnie w Ulm), najpierw działacz, a następnie długoletni działacz i pracownik oddziału łódzkiego Związku Zawodowego Pracowników Przemysłu Włókienniczego, Odzieżowego i Skórzanego.

## Dorobek wydawniczy
- scenarzysta filmu dokumentalnego Jadwigi Wileńskiej „Przystanek, 1.06.1943” (na bazie unikatowych przeźroczy Waltera Geneweina z tego okresu) (prod. TVP3-Łódź).
- współautor książki „Łódzkie tramwaje 1898–1998” (Łódź 1998) ISBN 83-904079-3-0[6].
- współautor książki „Łódzka podmiejska komunikacja tramwajowa 1901–2001” (Łódź 2001) ISBN 83-904079-8-1[6].
- współautor książki „Z dziejów miejskich tramwajów elektrycznych w Łodzi. Informator Historyczny MPK-Łódź” 1994 Łódź ISBN 83-900806-2-1.
- autor licznych artykułów z zakresu dziejów Łodzi i łódzkiej komunikacji miejskiej w czasopismach (np. Teodor Wileński – łódzki malarz Kronika Miasta Łodzi nr 1, s. 69–74, 2000. Łódź: Urząd Miasta Łodzi ISSN 1231-5354), „Brat krwawego Feliksa”, [w:] „Kronika Miasta Łodzi”, 2007 nr 1, s. 202–211; August Emil Fieldorf na portalu Pozytywy.com. Generałowie II Rzeczypospolitej s. 89; oraz w dziennikach lokalnych, głównie Dziennik Łódzki.
- autor krytyki książki Aleksandra Szumańskiego „Mord polskich dzieci w łódzkim getcie”[7].

## Odznaczenia
- Medal Pro Publico Bono im. Sabiny Nowickiej (2010)[8]
- Odznaka „Za Zasługi dla Miasta Łodzi” (1999)[9]